# Pfarrkirche Starchant

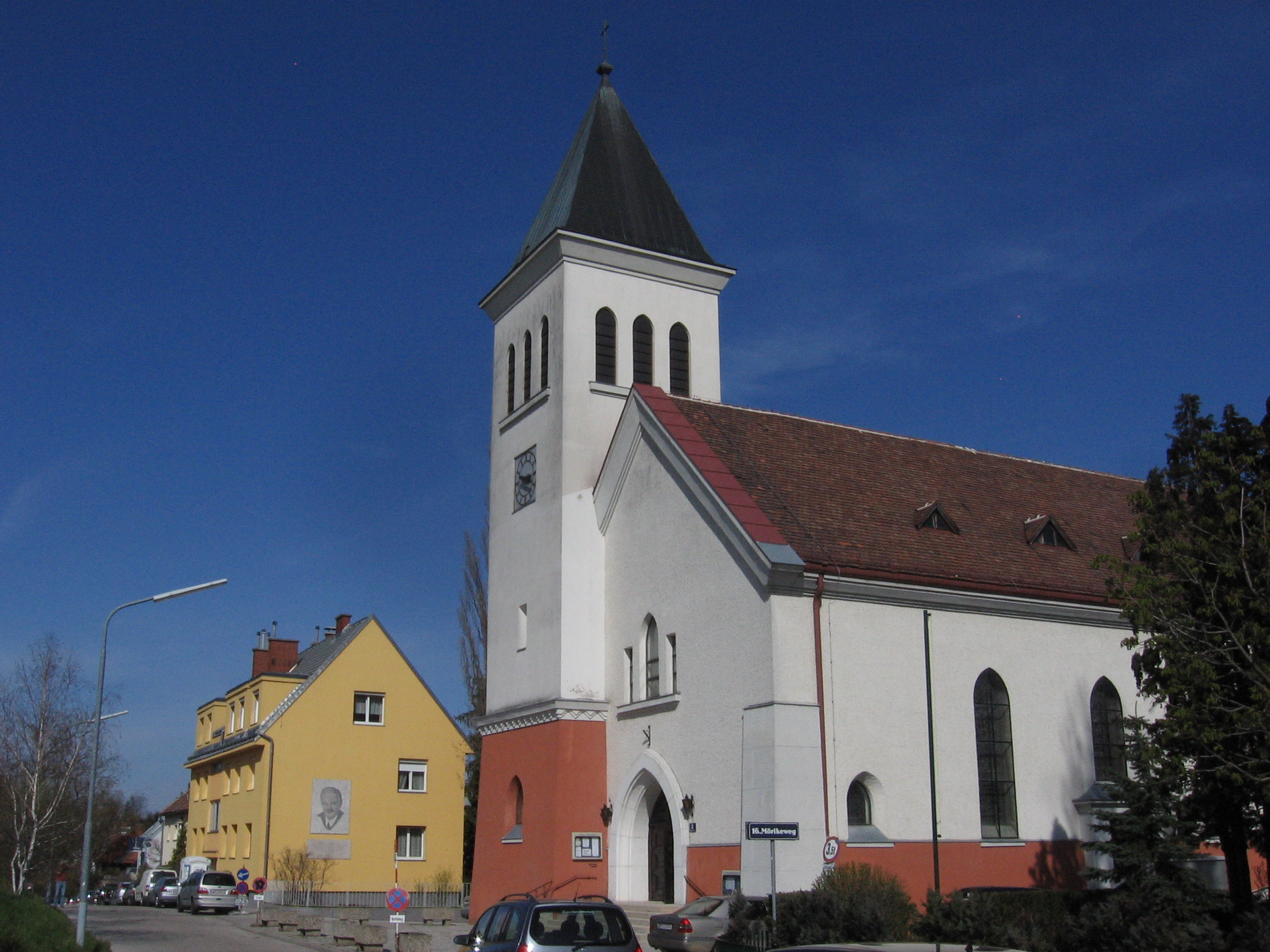
Starchantkirche

Die Wallfahrtskirche Starchant zur Heiligen Theresia vom Kinde Jesu (bekannt als: Pfarrkirche Starchant) ist eine römisch-katholische Pfarrkirche im 16. Wiener Gemeindebezirk Ottakring (Mörikeweg 22). Die Grundsteinlegung des zur damaligen Zeit als Wallfahrtskirche Starchant geplanten Gebäudes erfolgte am 9. Dezember 1928. Die Kirche wurde in den Jahren 1928/1929 nach Plänen von Robert Hartinger und Silvio Mohr errichtet und am 3. November 1929 durch Kardinal-Erzbischof Friedrich Gustav Piffl, in Anwesenheit von Bundespräsident Wilhelm Miklas eingeweiht.

## Gebäude
Die Kirche wurde als freistehender Saalbau (einschiffig, 16,9 m hoch, 32,3 m lang und maximal 21,8 m breit) mit gedrungenem Turm (34,5 m inklusive Turmkreuz) auf hohem geböschten, karmesinroten Sockel und als Rechtecksaal mit Holzbalkendecke ausgeführt. Der Hochaltar aus Marmor mit zwei knienden Engelsfiguren stammt ursprünglich aus der Schlosskapelle von Schloss Wilhelminenberg. Hinter dem Altar in der Apsis befindet sich eine lebensgroße Figur der heiligen Therese von Lisieux von Bildhauer Alfred Crepaz (1904–1999). Links und rechts des Altars an den Stirnwänden Fresken, links Therese vor dem Kreuz, rechts Gottesmutter mit Jesuskind mit Rosenregen, ausgeführt von Hilde Prinz-Ruess. Darunter befinden sich je zwei schlichte Seitenaltäre (links heiliges Antlitz, rechts Marienaltar). Die Kanzel zeigt ein Bildnis des guten Hirten. Der erste, 1970 errichtete Volksaltar wurde 1996 durch den heutigen ersetzt.

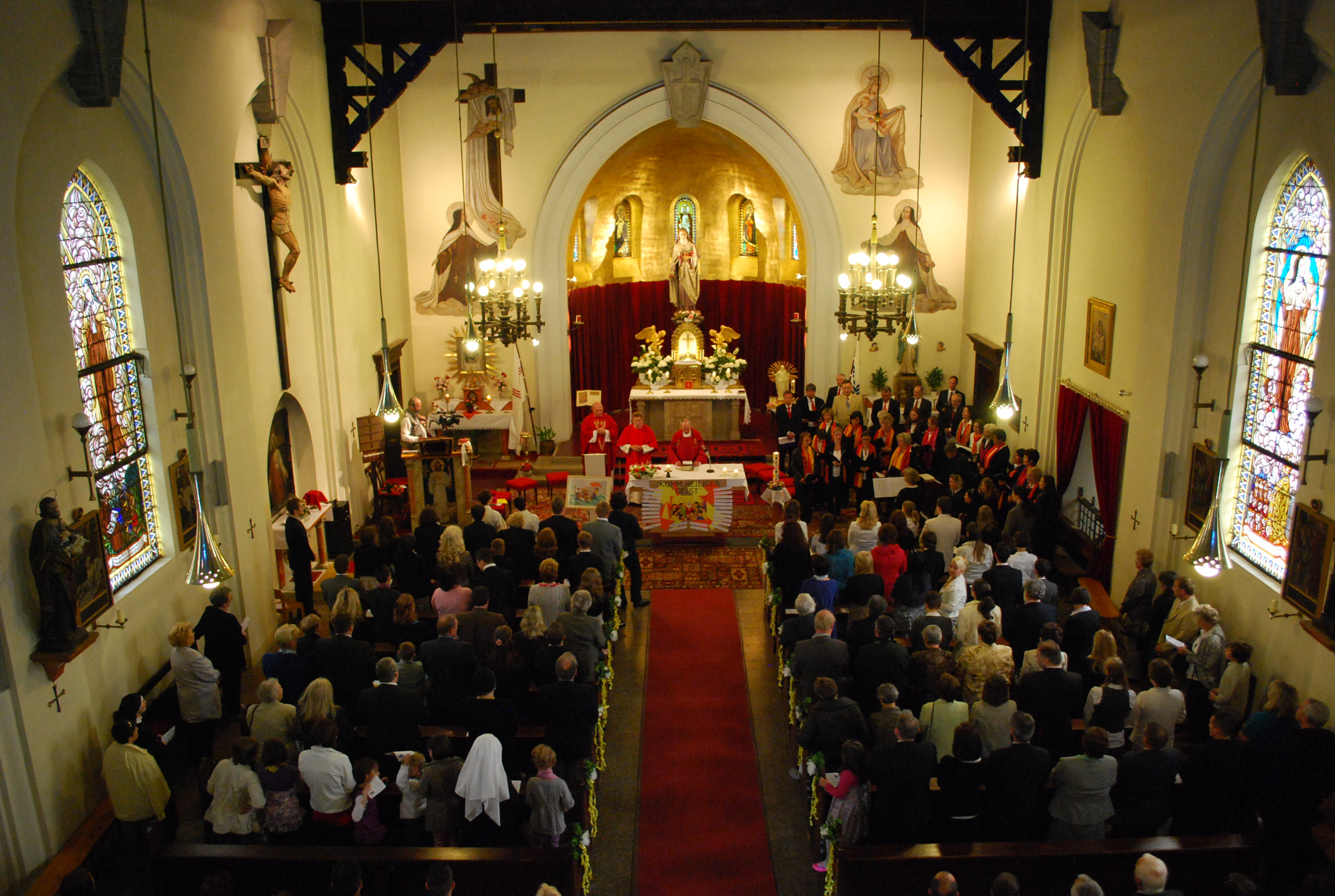
Innenraum während einer Firmungsfeier im Jahr 2011

Auf der linken Seite befindet sich ein monumentales Kruzifix als Nachbildung des Kreuzes in der Wallfahrtskirche Limpias (in der Landschaft Santander, Spanien) – dies wohl im Sinne eines Gnadenbilds, das die Kirche zu einer Wallfahrtskirche machen sollte. In Limpias soll sich zwischen 1919 und 1920 das hölzerne Kruzifix in den leibhaftigen Jesus Christus verwandelt und bewegt haben.
Die Glasfenster wurden von Reinhold Klaus entworfen und zeigen unter anderem Ereignisse aus dem Leben der heiligen Therese (Erstkommunion, Trennung vom Vater), ihre Heiligsprechung und zwei Darstellungen in ihrer Funktion als Schutzpatronin der Mission und der Stadt Wien, sowie ein von der Kaiser-Karl-Gebetsliga gestiftetes Fenster zu Ehren des letzten österreichischen Kaisers, des nunmehr seligen Karls I.
Die Kreuzwegstationen im Inneren der Kirche sind als Bilder im Münchener Stil nach Feldmann ausgeführt. Die Kirche hat drei Eingänge, das Hauptportal, ein zweiflügeliges Holztor mit jeweils darin eingelassener zweiter kleinerer Holztür. Die großen Tore werden nur zu besonderen Anlässen geöffnet. Im Vorraum dahinter ein großes schmiedeeisernes Gitter, durch das man in den Kirchenraum eintritt. Die beiden weiteren Tore sind seitlich angebracht, im Süden ein einflügeliges und im Norden ein zweiflügeliges.
Neben dem Haupteingang rechts befindet sich eine weitere Andachtskapelle mit überlebensgroßem Gemälde der heiligen Theresia auf dem Sterbebett, umgeben von Ordensschwestern ihres Ordens von Max Pistorius. Die ursprünglichen drei Glocken wurden bis auf die kleinste (Sankt Josefs Gocke) während des Zweiten Weltkrieges konfisziert und nach dem Krieg erneuert und um eine vierte erweitert. Links des Altars befindet sich die Sakristei und symmetrisch gegenüber ist die sogenannte Werktagskapelle angeordnet. Unmittelbar angebaut wurde das Pfarrhaus mit direktem (heute nicht genutztem) wettergeschütztem Zugang zur Sakristei. Unter der Kirche wurde eine Krypta errichtet, die heute als Veranstaltungssaal (der so genannte Theresiensaal) Verwendung findet. Das Gebäude ist die erste Kirche Österreichs, die der heiligen Therese von Lisieux geweiht wurde, die Pfarre besitzt eine Reliquie der Heiligen, welche im linken Seitenaltar aufbewahrt wird.

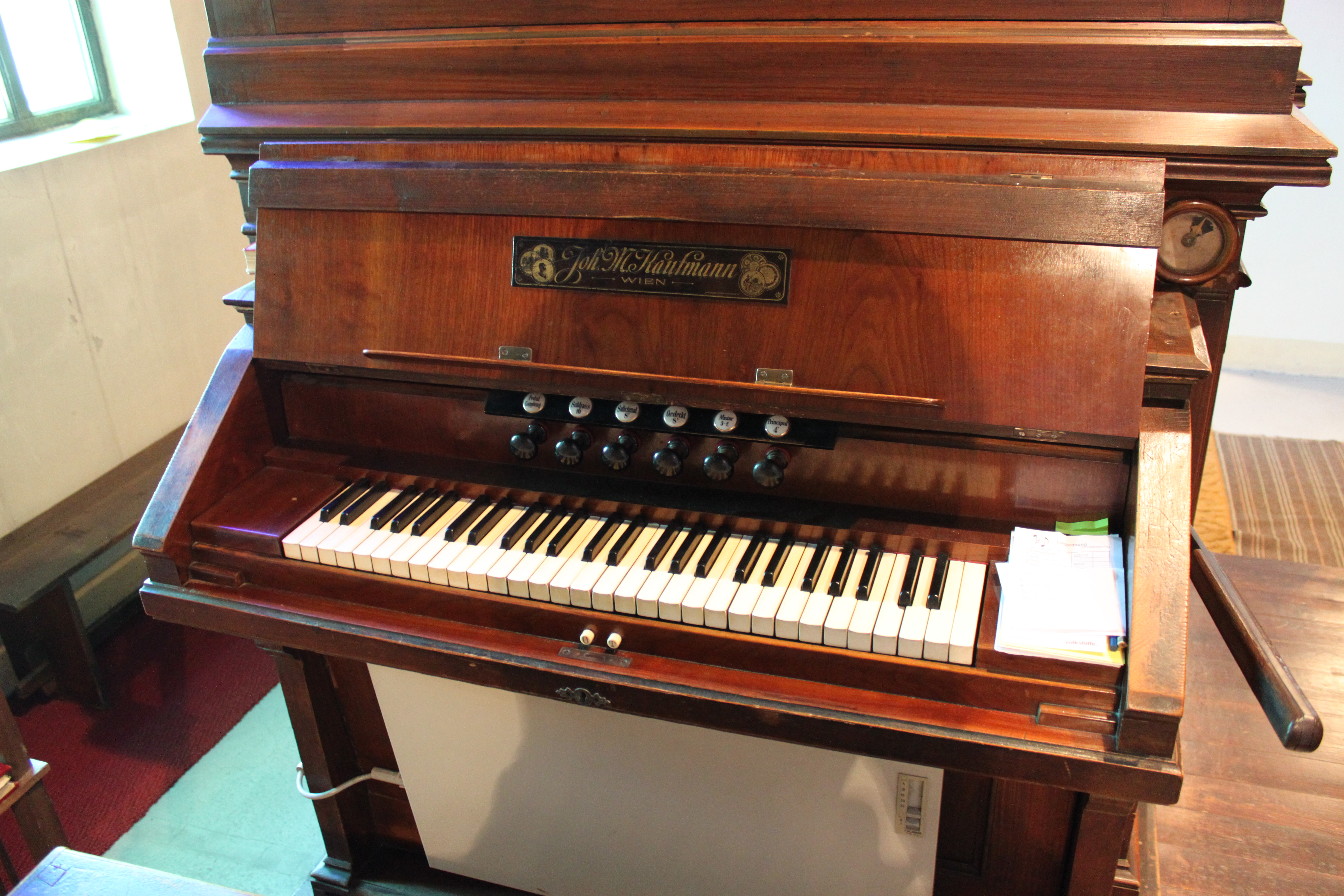
Spielschrank der Orgel der Pfarrkirche Starchant

Die Orgel der Pfarrkirche wurde von Johann M. Kauffmann errichtet und zählt fünf Register auf einem Manual und Pedal. Sie befindet sich auf der über dem Haupteingang ruhenden Orgelempore.
| Ton  | Gewicht | Gießer                   | Gussjahr |
| ---- | ------- | ------------------------ | -------- |
| dis´ | 1251 kg | Glockengießerei Pfundner | 1957     |
| g´   | 577 kg  | Glockengießerei Pfundner | 1957     |
| b´   | 333 kg  | Glockengießerei Pfundner | 1951     |
| c´´  | 230 kg  | Glockengießerei Pfundner | 1932     |

## Pfarre Starchant

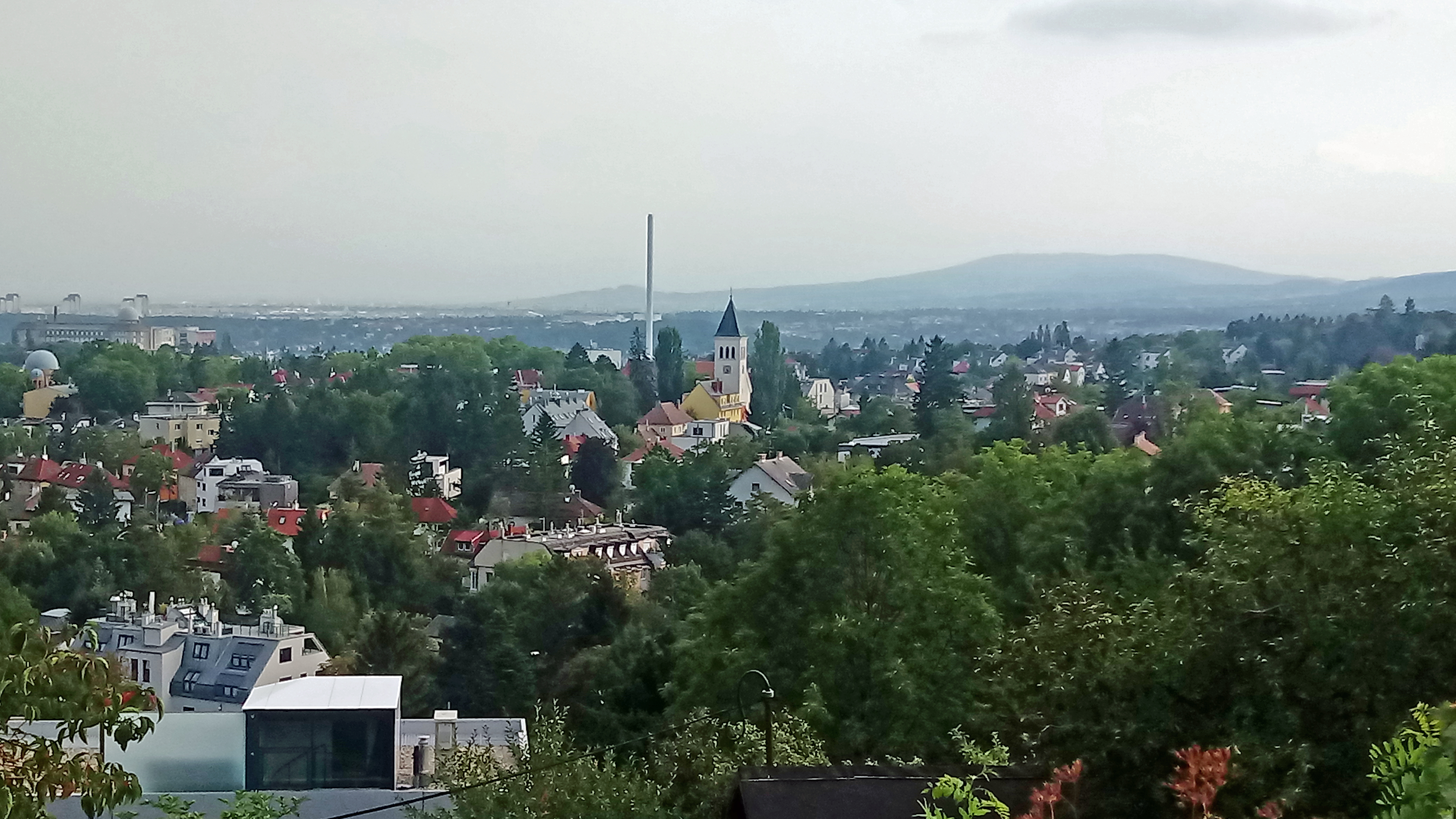
Blick vom Wilhelminenberg auf die Pfarrkirche Starchant in der Bildmitte

Als die Siedlung Starchant entstand, mussten die Bewohner zur Alt-Ottakringer Pfarrkirche gehen, ab 1923 wurden Gottesdienste im Saal der Siedlungsgenossenschaft Heim abgehalten, ab 1929 dann in der neu errichteten Kirche. 1939, zehn Jahre nach Errichtung des neuen Gotteshauses, wurde die Kirche zur Pfarrkirche  der „Pfarre Starchant“ erhoben. Starchant ist ein Gebiet, das sich sowohl über den 14. als auch den 16. Wiener Gemeindebezirk erstreckt. Sie ist außerdem die höchstgelegene Pfarre Wiens, als Wallfahrtskirche hat sie heute eher untergeordnete Bedeutung. Das Patrozinium (Kirtag) zu Ehren der Theresia von Lisieux wird an einem Sonntag im Oktober (nach dem 1. Oktober) auf der nahe gelegenen Pfarrwiese gefeiert. Die Pfarre wurde von Herbst 2011 bis Frühjahr 2016 von Pater Johannes Mazurek geleitet. Seit September 2016 steht Ndubueze Fabian Mmagu als Pfarrmoderator der Gemeinde vor.
Zur Pfarre gehört außerdem die Filialkirche Fatimakirche, mit der die Bewohner des Pfarrgebiets im 14. Wiener Gemeindebezirk seelsorgerisch betreut werden.